# كاب سان إغناس (كيبك)
كاب سان إغناس (بالإنجليزية: Cap-Saint-Ignace, Quebec)‏ هي بلدية محلية في كيبيك تقع في كندا في Montmagny Regional County Municipality. يقدر عدد سكانها بـ 3,045 نسمة ومساحتها 205.80 كم2 .